# Michèle Künzler
Pour les articles homonymes, voir Künzler.
Michèle Künzler, née le 14 décembre 1961 à Genève, est une personnalité politique suisse du canton de Genève, membre des Verts.

## Biographie

### Origines et famille
Michèle Künzler naît le 14 décembre 1961 à Genève. Ses parents sont Suisses alémaniques et exercent le métier de brocanteurs. 
Elle est mariée à un pasteur et mère de trois enfants. 

### Études et parcours politique
Après des études en théologie à l'Université de Genève, qu'elle abadonne juste avant terme, elle s'engage en politique et auprès de plusieurs fondations genevoises.  
Elle est conseillère municipale de la ville de Genève, de 1991 à 2001, députée au Grand Conseil du canton de Genève  de 2001 à 2009.
Elle est élue au Conseil d'État du canton de Genève le 15 novembre 2009. Quatrième femme à ce poste, elle est responsable du Département de l'intérieur et de la mobilité (DIM), devenu le Département de l'intérieur, de la mobilité et de l'environnement (DIME) après le remaniement consécutif à l'élection complémentaire de juin 2012.

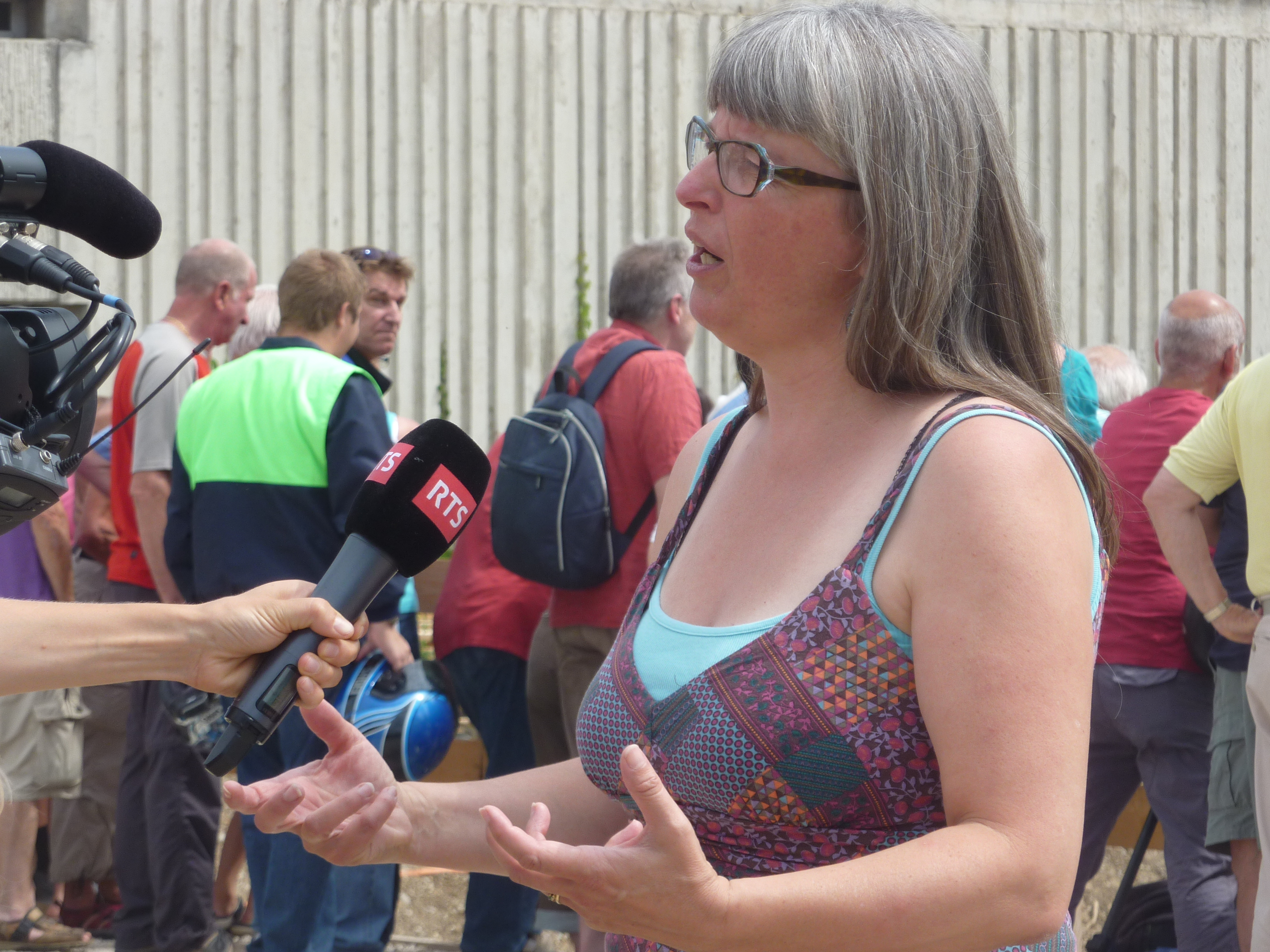
Interview de Michèle Künzler lors du déplacement de la gare de Chêne-Bourg le 17.07.2013 dans le cadre des travaux du CEVA.

Largement battue aux élections cantonales du 6 octobre 2013 où elle menait campagne pour sa réélection (elle arrive en 17e position au premier tour), elle annonce le soir même son retrait définitif de la vie politique.

### Parcours professionnel
Après sa non-réélection au Conseil d'État, elle travaille pendant huit ans au sein d'une commune genevoise comme responsable du service de la taxe professionnelle.
En 2017, elle rejoint le conseil de fondation de l'Entraide protestante suisse, où elle est chargée de « [v]alider les projets en soutien [des] partenaires locaux ». Elle se rend à ce titre notamment en Palestine en 2020 et en Ukraine en 2023.
En 2023, elle devient coach indépendante en désencombrement.